# Радостное (Петриковский район)
Радостное (укр. Радісне; до 2016 года — Радсело укр. Радсело) — село в Петриковской громаде Петриковского района Днепропетровской области Украины.
Код КОАТУУ — 1223781409. Население по переписи 2001 года составляло 278 человек.

## Географическое положение
Село Радостное находится в 4-х км от левого берега Каменского водохранилища (Днепр) и в 4-х км от правого берега реки Орель (новое русло), на расстоянии в 3,5 км от села Кулеши.
По селу протекает пересыхающий ручей с запрудой.

## История
- XVIII век — дата основания как село Грабское.
- При Советской власти переименовано в село Радсело (сокращение от Радостное село).
- В 2016 году в рамках проводимой политики декоммунизации переименовано вначале в Грабское, затем в Радостное

## Население

### Языковой состав
Родной язык населения по данным переписи 2001 года:
| Язык       | Численность, чел. | Доля     |
| ---------- | ----------------- | -------- |
| Украинский | 261               | 93,88 %  |
| Русский    | 16                | 5,76 %   |
| Другие     | 1                 | 0,36 %   |
| Итого      | 278               | 100,00 % |

## Достопримечательности
- Братская могила советских воинов.